# اسمیتسون تنانت
اسمیتسون تنانت (به انگلیسی: Smithson Tennant) شیمیدان انگلیسی است که درسال ۱۸۰۴ میلادی عنصر ایریدیم و اسمیم را کشف نمود.